# Індрек Пертельсон
Індрек Пертельсон  (ест. Indrek Pertelson, 21 квітня 1971) — естонський дзюдоїст, олімпійський медаліст.

## Виступи на Олімпіадах
| Олімпіада      | Дисципліна                  | Місце |
| -------------- | --------------------------- | ----- |
| Барселона 1992 | дзюдо, напівважка категорія | 5T    |
| Атланта 1996   | дзюдо, важка категорія      | 21T   |
| Сідней 2000    | дзюдо, важка категорія      | 3T    |
| Афіни 2004     | дзюдо, важка категорія      | 3T    |